# Шосе Антоніу Карлуса Мораїса
Шосе Антоніу Карлуса Мораїса (порт. Rodovia Antonio Carlos Moraes, офіційне позначення SP-41) — автодорога в бразильському штаті Сан-Паулу, розташована на плато Серра-ду-Мар, через що шосе також відоме як «з'єднання плато» (Interligação Planalto).
Довжина шосе 8 км, воно складається з двох окремих смуг в різних напрямках між шосе Іммігрантів і Анш'єта, як і ці щосе, воно приватною компанією Ecovias. Головним призначенням шосе є перенаправлення руху з шосе Іммігрантів на Анч'єта та навпаки у випадку потреби повернути обидві смуги одного з цих шосе в одному напрямку.